# Evropská silnice E81
Mezinárodní silnice E81 je evropská silnice, která vede napříč Rumunskem a krátce také Ukrajinou (Zakarpatská oblast). V severní a střední části je vedena většinou po obyčejných silnicích, v jižní převážně po dálnicích.

## Historie
Ve starém systému číslování evropských silnic (do 80. let) byla většina trasy dnešní E81 součástí silnice E15 (resp. E15A).
Na úvodních cca 90 km je po téže trase vedena také silnice E58, včetně celého ukrajinského úseku. Byla zde ovšem zavedena později než E81.
Na jihu trasa E81 původně končila v Bukurešti, později byla prodloužena do přístavu Konstanca po dobudované dálnici A2, zatímco v tomto směru vedená páteřní silnice E60 zůstala značena na staré silnici (přes Urziceni a Sloboziu).

## Trasa
Ukrajina
- Mukačevo (E50, E58→) – Berehove (E579)
- Berehove – Vylok
- Vylok – Nevetlenfolu

 Rumunsko
- Halmeu – (→E58)
- – Satu Mare (E671)
- Satu Mare – Giorocuta
- – Zalău – Viștea
- Luna de Sus (E60→, odb. Kluž) – Turda (→E60)
- – Aiud
- Aiud – Teiuș –
- Alba Iulia –
- Sebeș (E68→) – Miercurea Sibiului – Sibiň
- – Veștem (→E68)
- – Tălmaciu – průsmyk Turnu Roșu – Râmnicu Vâlcea – Pitești
- Pitești (E574) –
- Bukurešť (E60, E70, E85)
- – Fundulea – Fetești – Konstanca (E60, E87)